# おのちゅうこう

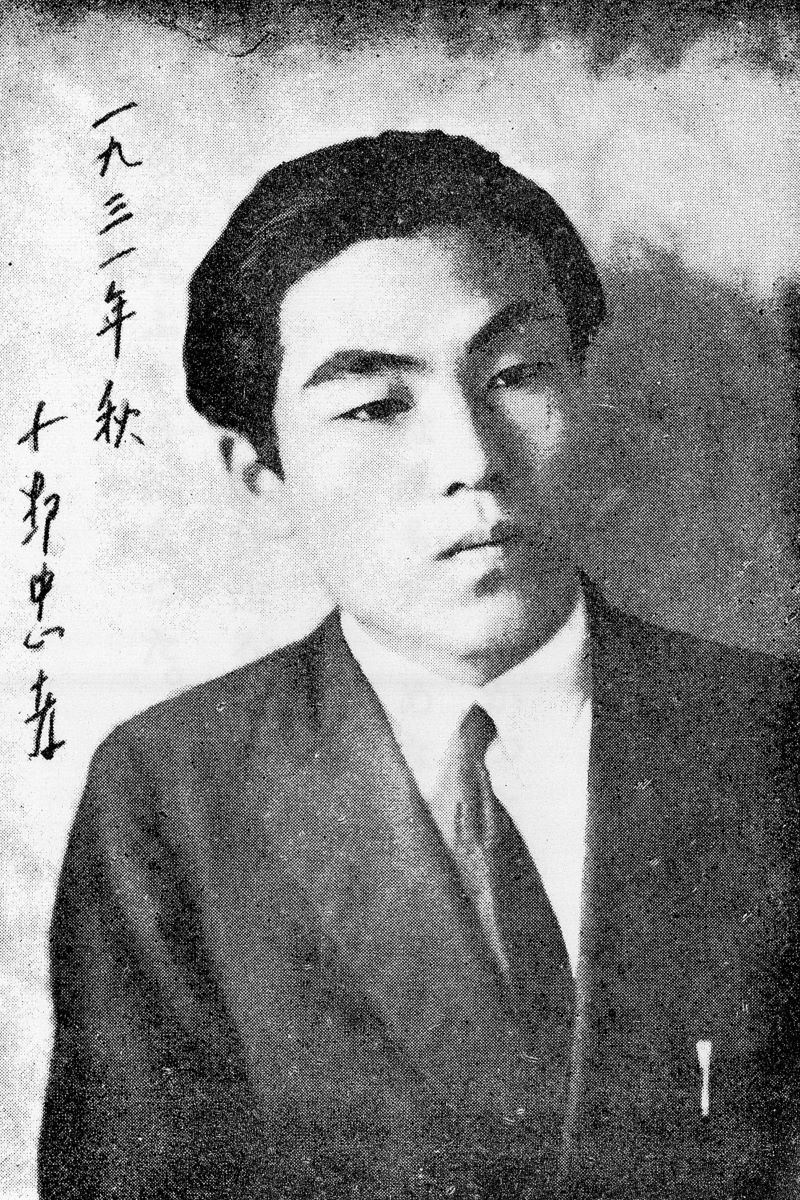
おのちゅうこう（『牧歌的風景』）

おの ちゅうこう（1908年〈明治41年〉2月2日 - 1990年〈平成2年〉6月25日）は、日本の児童文学作家、詩人。

## 生涯

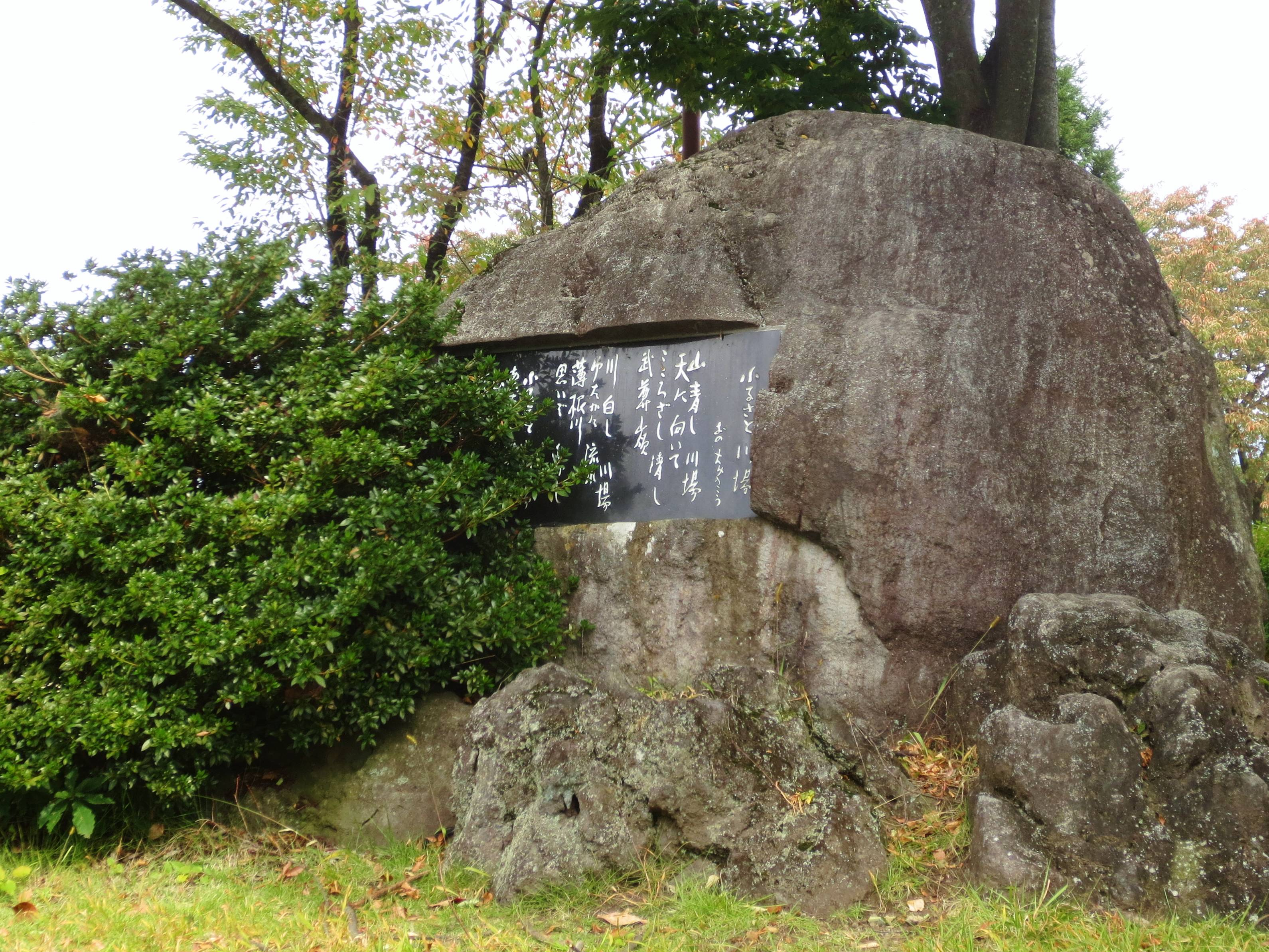
詩碑（群馬県川場村）

群馬県利根郡白沢村（現・沼田市）出身。本名・小野 忠孝（おの ただよし）。
旧制沼田中学校（現・群馬県立沼田高等学校）から群馬師範学校（現・群馬大学教育学部）に進み卒業。5ヶ月間高崎連隊へ入営。
はじめは『少年倶楽部』などへ作文や詩を投書していた。小学校教員として勤務するも辞職して文筆の道へ身を投じた。草野心平とは友人として交流を持った。河井酔茗に師事。
日本児童文芸家協会顧問、日本ペンクラブ会員、日本文芸家協会員、日本詩人クラブ会員。100冊を超える著作を残した。酒を愛したことから酒にまつわるエピソードも多い。
白沢村名誉村民。剣道4段。

## 年譜
- 1908年2月2日 - 群馬県利根郡白沢村に生まれる。
- 1927年 - 川場尋常小学校に教員として赴任[6]。
- 1932年 - 第1詩集『牧歌的風景』（女性時代社）を発表[4][6]。伊勢崎の小学校へ転任[6]。
- 1933年 - 勢多郡東村沢入へ転任[6]。「桐生小唄」を作詞[6]。
- 1934年 - 上京[1][5][6]。大田区大森の小学校に勤務[1][6]。
- 1940年 - 教職を退く[4][5][6][7]。
- 1941年 - 詩集『日本の教室は明るい』（東陽閣）。高村光太郎の推奨を受ける。
- 1942年 - 講談社から童話『氏神さま』を出版、文部省推薦図書となる[4][2][5][6]。
- 1965年 - 『風は思い出をささやいた』（講談社）で野間児童文芸推奨作品賞受賞[4][2][5][6][3]。
- 1966年 - 故郷白沢村（現・沼田市白沢町）の椎坂峠に自作自筆の詩章『望郷』を刻んだ文学碑が建立される（題字は講談社社長の野間省一）[6]。
- 1970年 - 文化団体「タラの木文学会」を結成[6]。雑誌『タラの木』を創刊し、詩と児童文学運動を推進する[6]。
郷土の小中学生を対象とした「おの文学賞」を創設し、以後30年にわたり郷土文化の振興に尽力する[6]。
- 1972年 - 定本『おの・ちゅうこう詩集』（美術四季社）を出版[6]。『野ばらの歌』全線詩人賞受賞[2]。
- 1979年 - 児童文化功労者表彰を受ける[4][2][6][3]。
- 1981年 - 『風にゆれる雑草』（講談社）で日本児童文芸家協会賞受賞[4][2][5][6][3]。
- 1989年 - 郷里白沢村にて名誉村民条例が制定され、名誉村民第一号として顕彰される[6]。
日本詩人クラブより第二回永年会員として顕彰される。
- 1990年 6月25日 - 肺線維症による呼吸不全により[要出典]生涯を閉じる（享年82）。
- 2001年 - 埼玉県本庄市滝瀬の天台宗立岩寺境内に「おの・ちゅうこう文学資料館」が完成[6]。

## 主要作品（単行本）

### 詩集
- 『牧歌的風景』（小野忠孝、女性時代社） 1932
- 『日本の教室は明るい』（小野忠孝 東陽閣） 1941
- 『明るい教室』（小野忠孝、大紘書院） 1942
- 『野ばらの歌』（文憲堂七星社） 1969
- 『定本おの・ちゅうこう詩集』（美術四季社） 1972
- 『おの・ちゅうこう詩集』（宝文館出版、昭和詩大系） 1977
- 詩画集『望郷』（単独舎） 1986

### 童話・児童文学
- 『子供はなぜ泣くか』（小野忠孝、東江社） 1941
- 『氏神さま』（小野忠孝、講談社） 1942
- 『子供ぶたい』（小野忠孝、興亜文化協会） 1943
- 『コウシ シナノセイジン』（ヲノタダヨシ、大日本雄辯會講談社） 1944
- 『工場祭』（小野忠孝、紀元社） 1944
- 『ふるさと物語』（小野忠孝、講談社） 1945
- 『かいこ』（小野忠孝、学習社） 1947
- 『笛の太吉』（小野忠孝、宝雲社） 1947
- 『心の銀河』（小野忠孝、講談社） 1948
- 『ゆかいな中学生』（小野忠孝、英研社） 1948
- 『涙の白鳥』（小野忠孝、講談社） 1949
- 『あゝ君よぶ山脈』（小野忠孝、渡辺郁子絵、妙義出版社） 1949
- 『光に叛く』（小野忠孝、三ツ和書房） 1949
- 『君死なばわれも』（小野忠孝、妙義出版社） 1950
- 『高原の合唱』（東都書坊） 1957
- 『上州の民話』（小野忠孝編、未来社） 1959
- 『ふるさとの四季』（あかね書房） 1959
- 『風は思い出をささやいた』（滝平二郎絵、講談社） 1965
- 『いい子ってなあに』（文憲堂七星社） 1967
- 『山のみやげ話』（文憲堂七星社） 1968
- 『ひまわり団地』（東都書房） 1971
- 『ちょうになったさくらこ』（小学館） 1977
- 『日本昔話絵本シリーズ 神話編』全12冊（小学館） 1977 - 1978
- 『風にゆれる雑草』（講談社） 1980
- 『風とたたかう雑草』（講談社） 1982
- 『風にもえる雑草』（講談社） 1983
- 『おの・ちゅうこう昔ばなし - 流山・野田の巻』（崙書房） 1983
- 『ベニスの商人』（ウィリアム・シェイクスピア原作、木川秀雄絵、鶴書房）発行年不明[8][9]

### 小説
- 『若き日』（小野忠孝、興亜文化協会） 1941

### 随筆・評論、その他
- 『鑑賞藤村の詩』（小野忠孝、東江堂） 1938
- 『郷愁と情熱の啄木』（小野忠孝、東江堂） 1939
- 『奥利根の詩と民話』（崙書房） 1969
- 『奥利根の歴史と旅』（崙書房、 郁文社 (発売)） 1971
- 『利根の歴史と悲話』（崙書房） 1977
- 『わが群馬の文学者たち』（上毛新聞社） 1979
- 『青春放浪記』（創隆社） 1980